# Loofhout
Indien gebruikt om een houtsoort aan te duiden, is loofhout het hout geleverd door een loofboom. Dit wil zeggen een boom die hoort tot de tweezaadlobbigen (in de voormalige, ruime omschrijving). Dit staat dan tegenover naaldhout dat geleverd wordt door bomen die horen tot de naaktzadigen. Het woord loofhout wordt ook wel gebruikt om een loofbos aan te duiden.
Bekende voorbeelden van loofhout zijn beuken, eiken, esdoorn, etc.

## Verschil met naaldhout

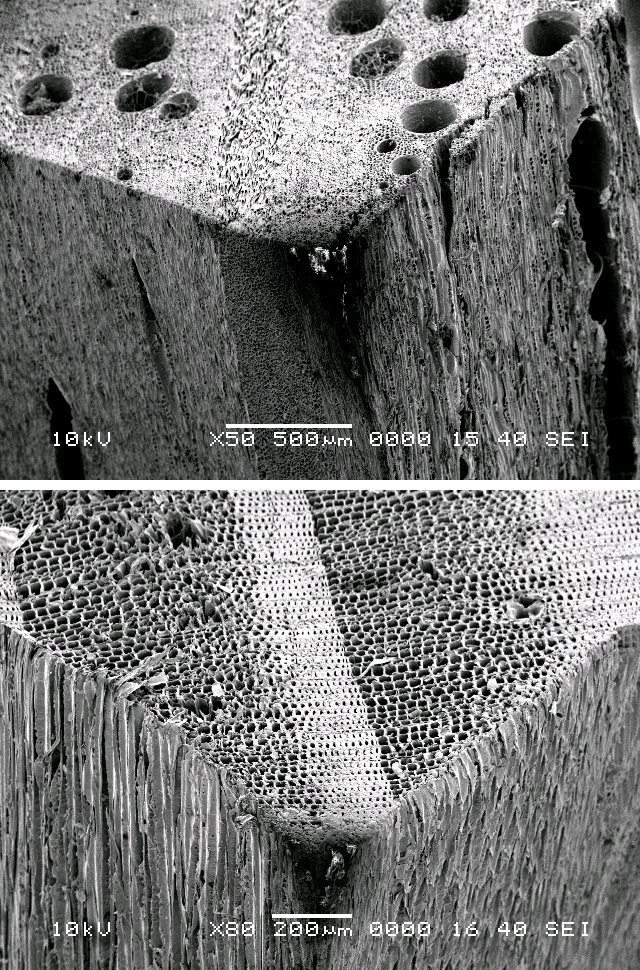
SEM beeld dat enige verschillen in structuur toont tussen loofhout (boven) en naaldhout (onder).

In de anatomische structuur is loofhout anders dan naaldhout. Veruit de meeste loofhoutsoorten hebben houtvaten als waterdragende elementen, terwijl naaldhoutsoorten altijd tracheïden hebben.
In fysische eigenschappen is de variatie tussen loofhoutsoorten veel groter dan die tussen naaldhoutsoorten. Het hardste en zwaarste loofhout is veel zwaarder dan het zwaarste naaldhout, terwijl het zachtste en lichtste loofhout lichter is dan het lichtste naaldhout. Dit komt omdat de tweezaadlobbigen veel en veel meer soorten omvatten dan de naaktzadigen. Ook komen de tweezaadlobbigen in veel meer verschillende omstandigheden voor, waaraan de soort dan aangepast is.

## Verwarring
In het Engels worden voor loofhout en naaldhout resp. de termen "hardwood" en "softwood" gebruikt. In het verlengde daarvan worden in het Nederlands ook wel "hardhout" en "zachthout" gebruikt. Met name de term "hardhout" is echter een verraderlijke: in het Nederlands wordt "hardhout" ook vaak gebruikt voor hout dat ten minste gemiddeld van hardheid is (dit kan bij gelegenheid ook wel naaldhout zijn), met name in de samenstelling "tropisch hardhout". Dergelijk hardhout is slijtvaster en sterker dan bijna al het naaldhout: "tropisch hardhout" wordt gebruikt voor bijvoorbeeld kozijnen, voor vloeren, of voor brugdekken en steigers.
Bijvoorbeeld : "De Emmabrug in Willemstad werd met 478 kuub hardhout gerestaureerd."
Het klassieke voorbeeld van wat in het Engels een "hardwood" (loofhout) is maar in het Nederlands geen "hardhout" is balsa-hout, dat dan zachter is dan alle commerciële naaldhoutsoorten.
In Nederland is hardhout vaak meranti, merbau, (beide voor deuren), azobé (voor beschoeiingen) of bangkirai (voor tuinhout).

## Kleur
Ook in kleur is de variatie tussen loofhoutsoorten veel groter dan die tussen naaldhoutsoorten. Het kernhout van naaldhout is in kleur beperkt tot bruin- en roodtinten: van lichtbruin en lichtrood tot roodbruin. Onder het kernhout van loofhout is veel meer mogelijk, en dit kernhout kan, in voorkomende gevallen, ook een bijzondere tekening tonen.

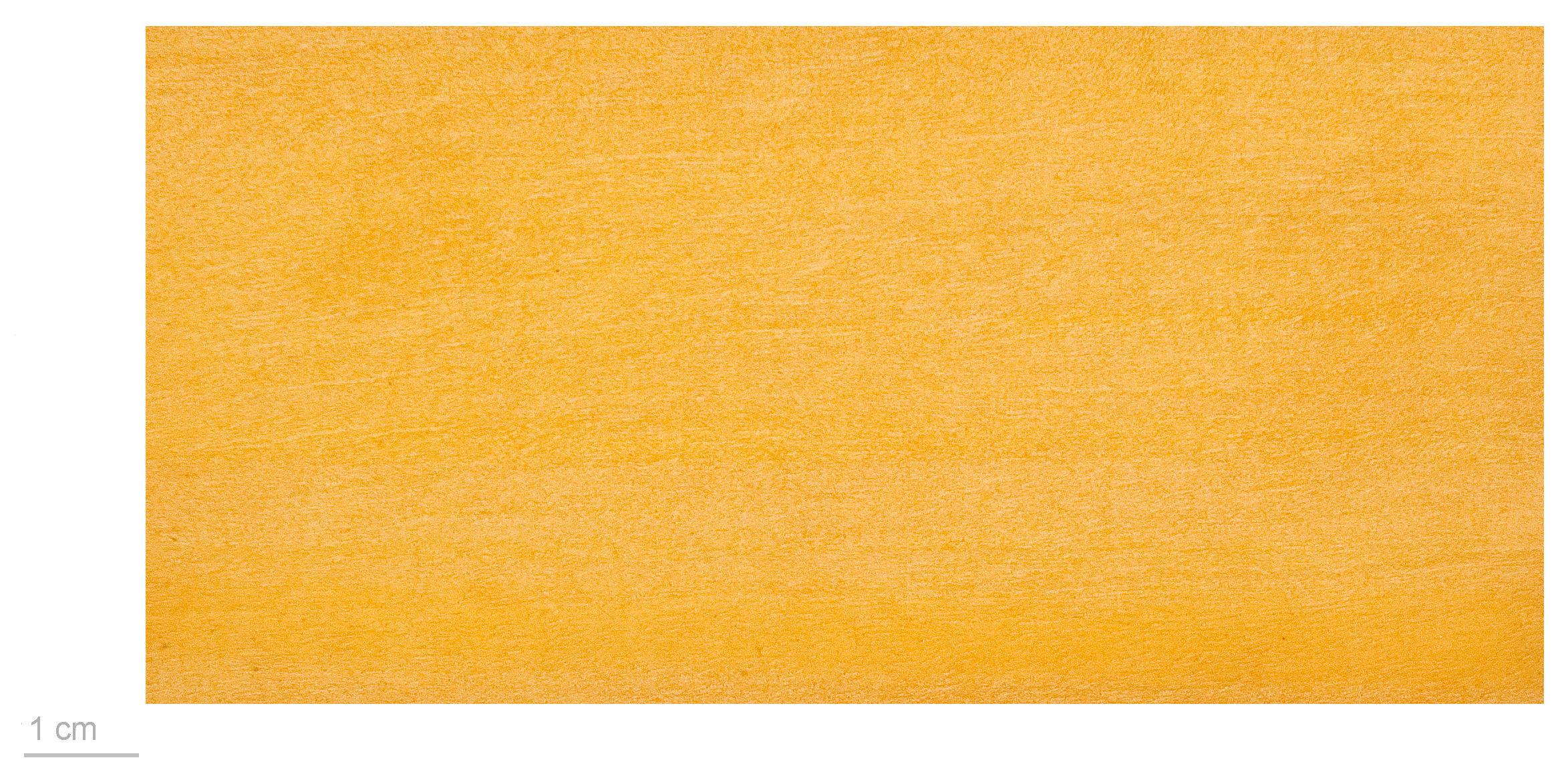
Gelig
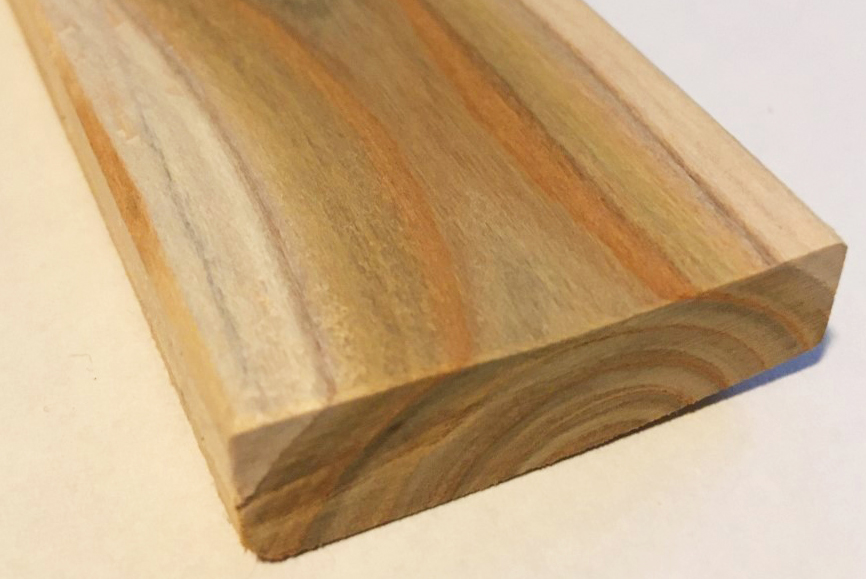
Groenig
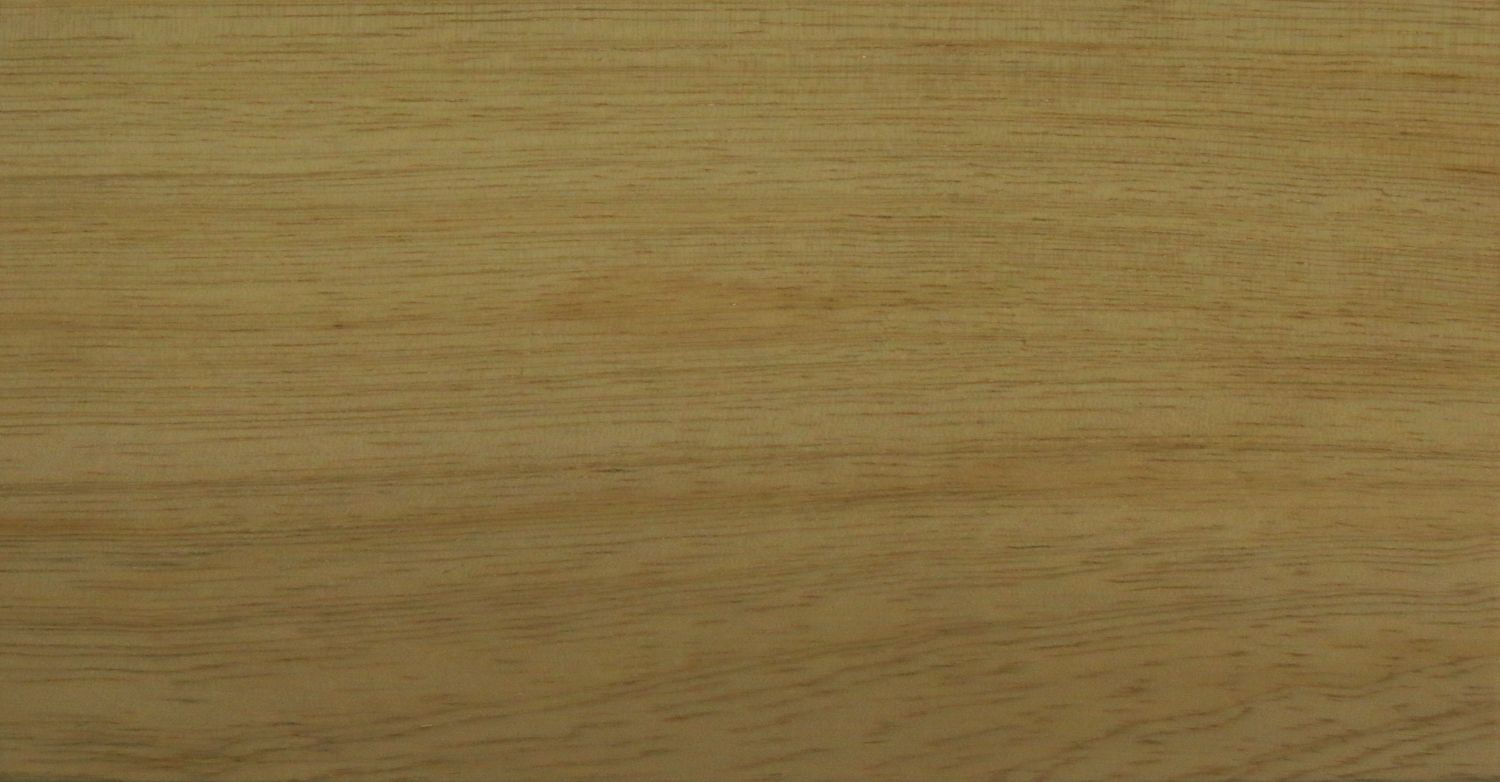
Groenig
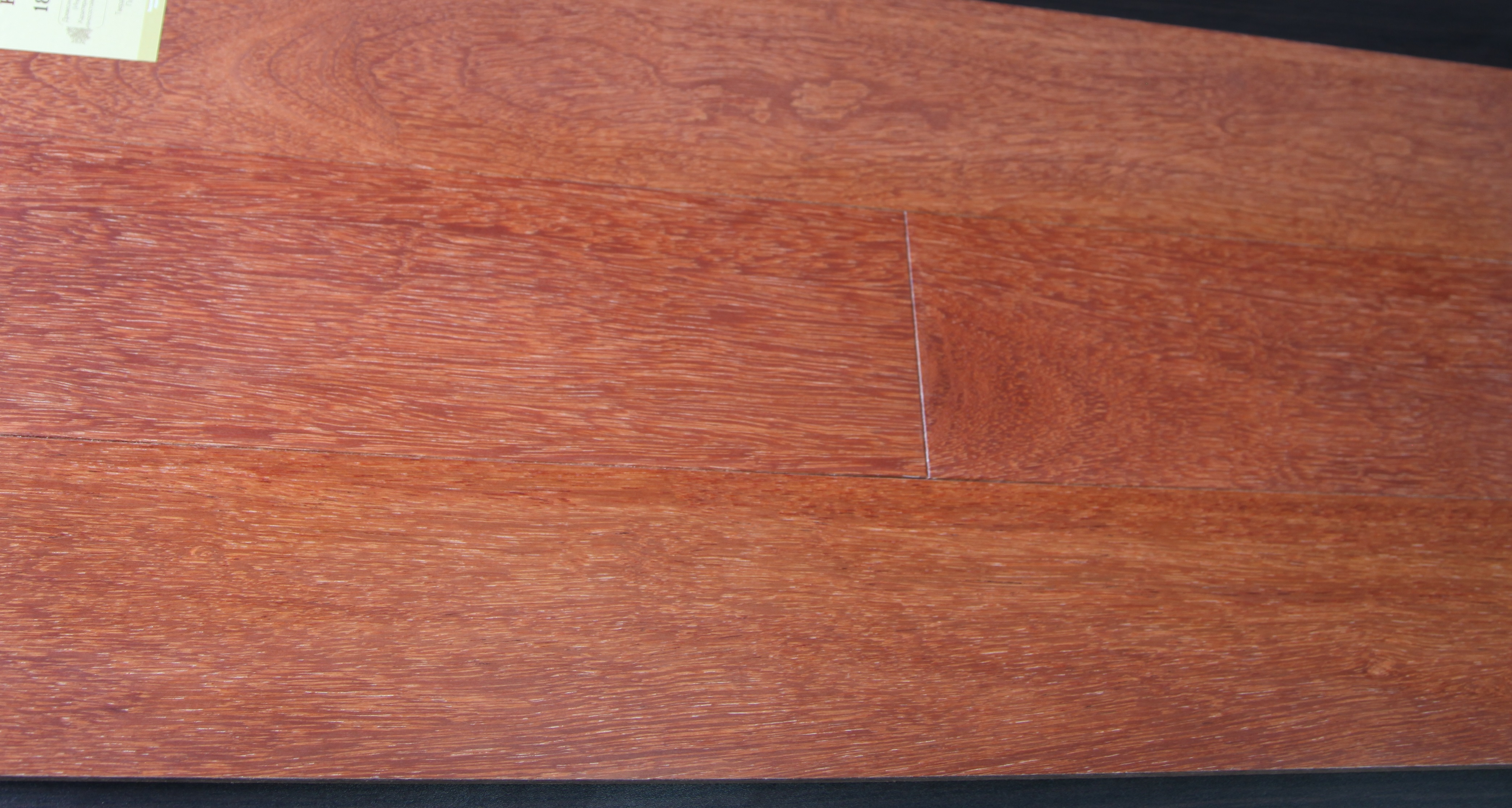
Roodachtig
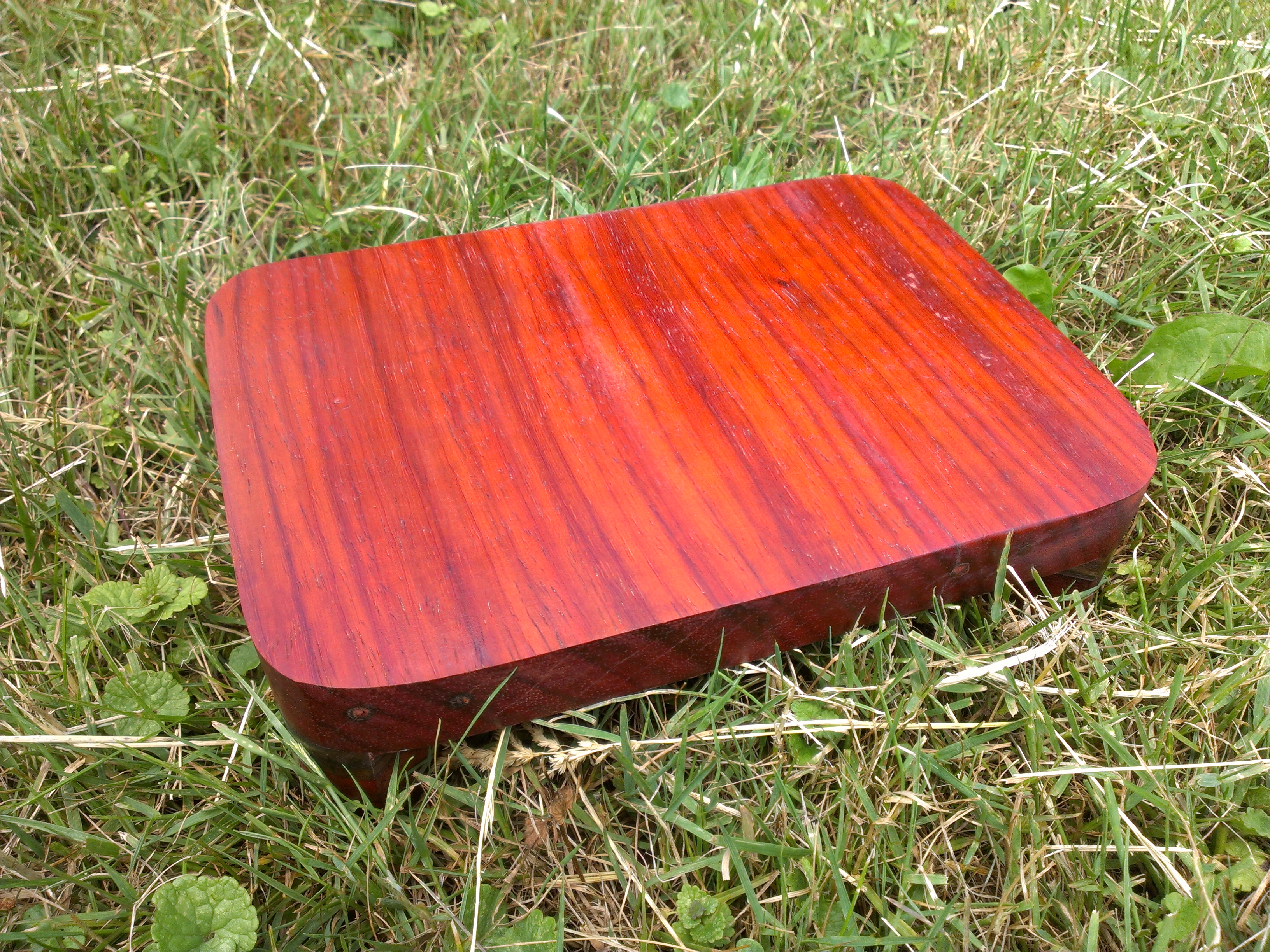
Rood
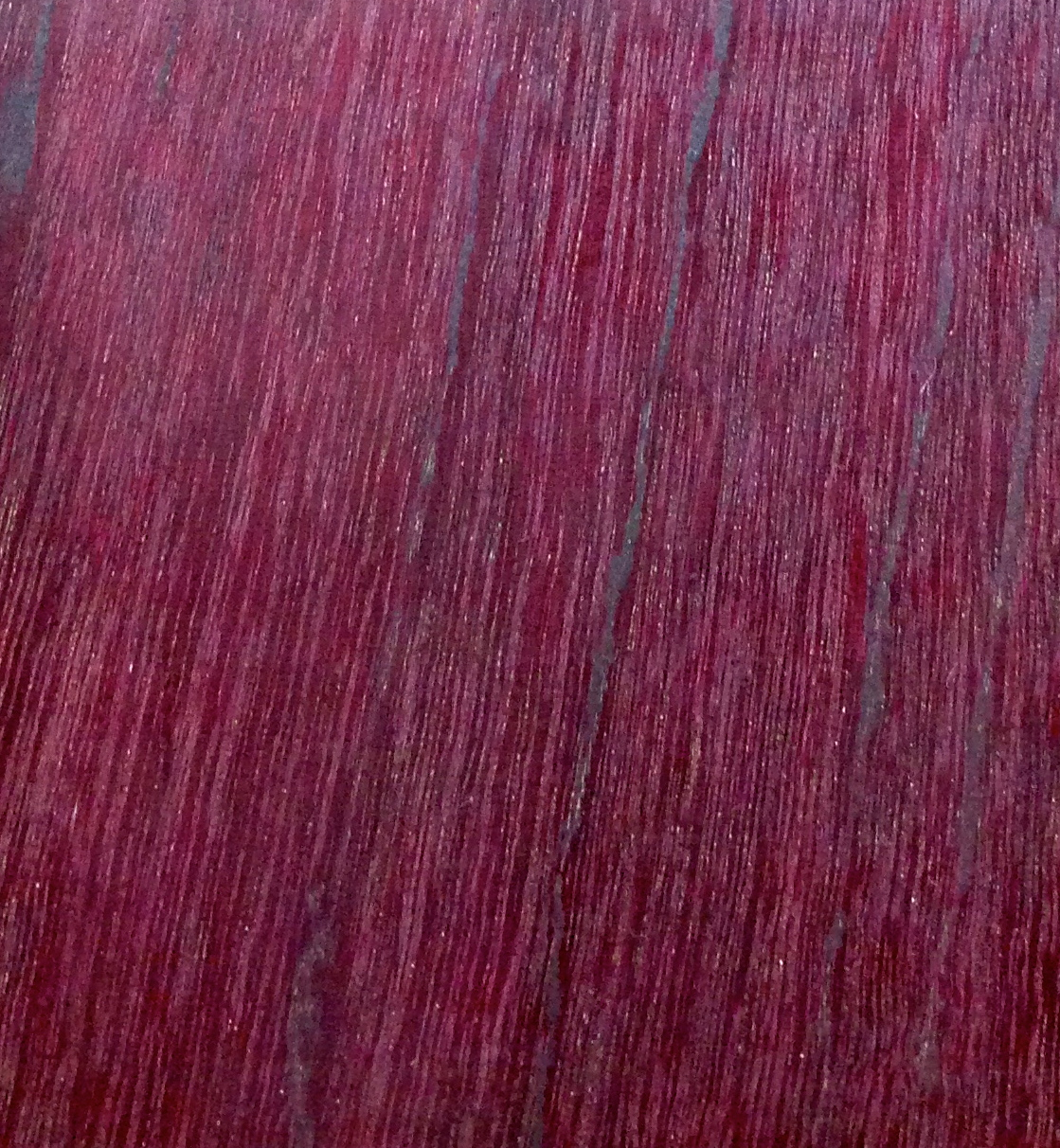
Paars
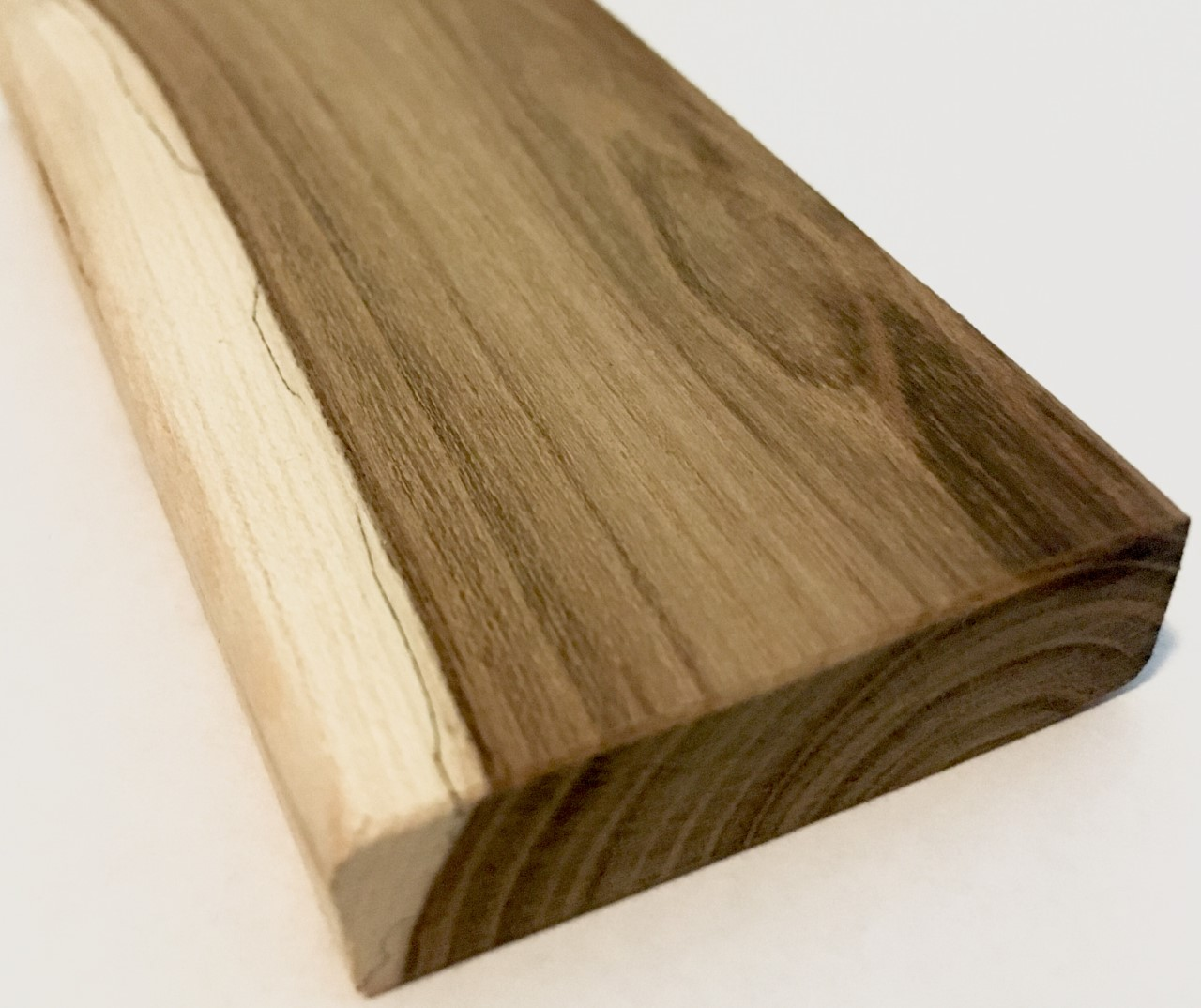
Bruin
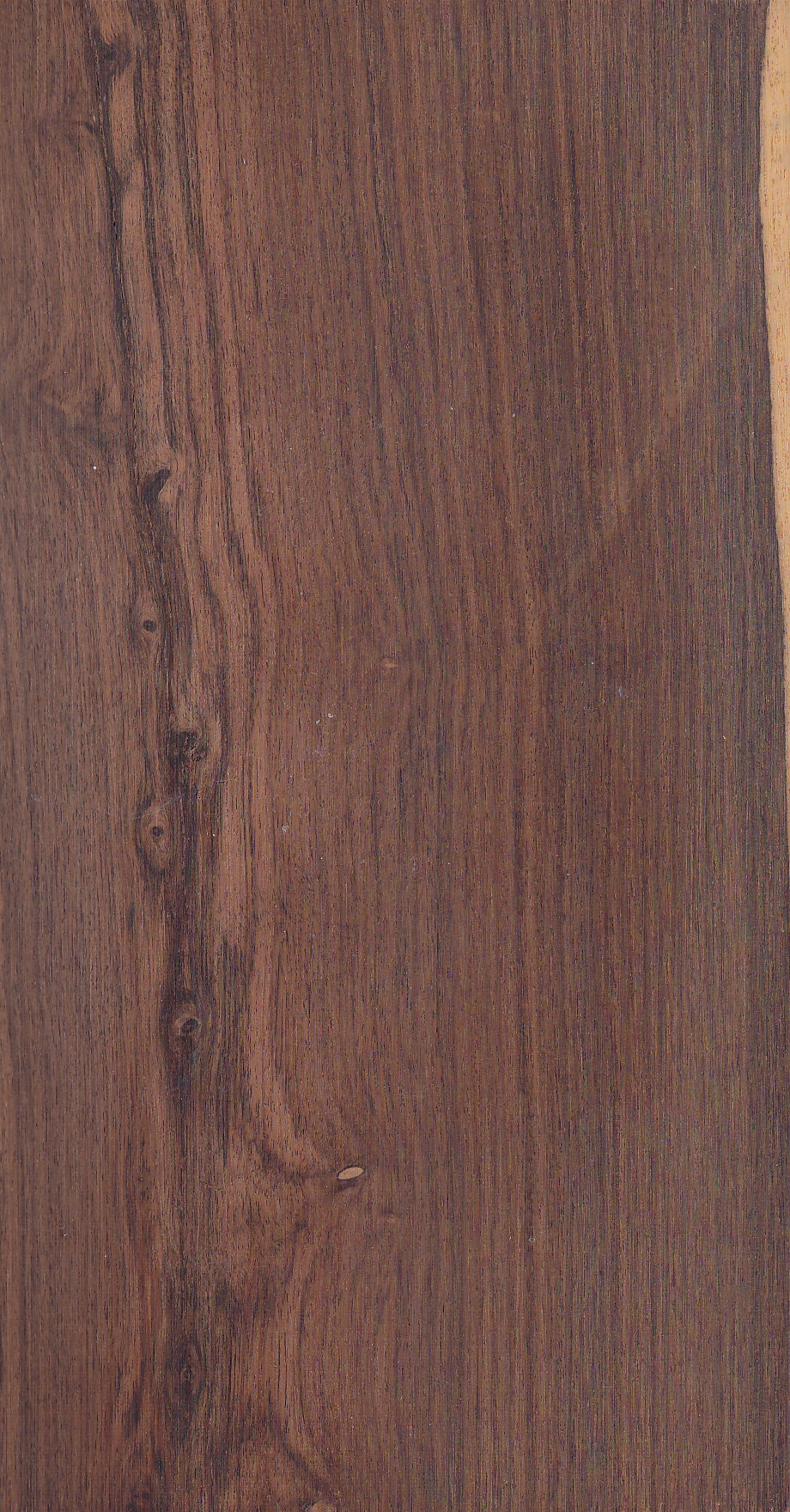
Donker bruin
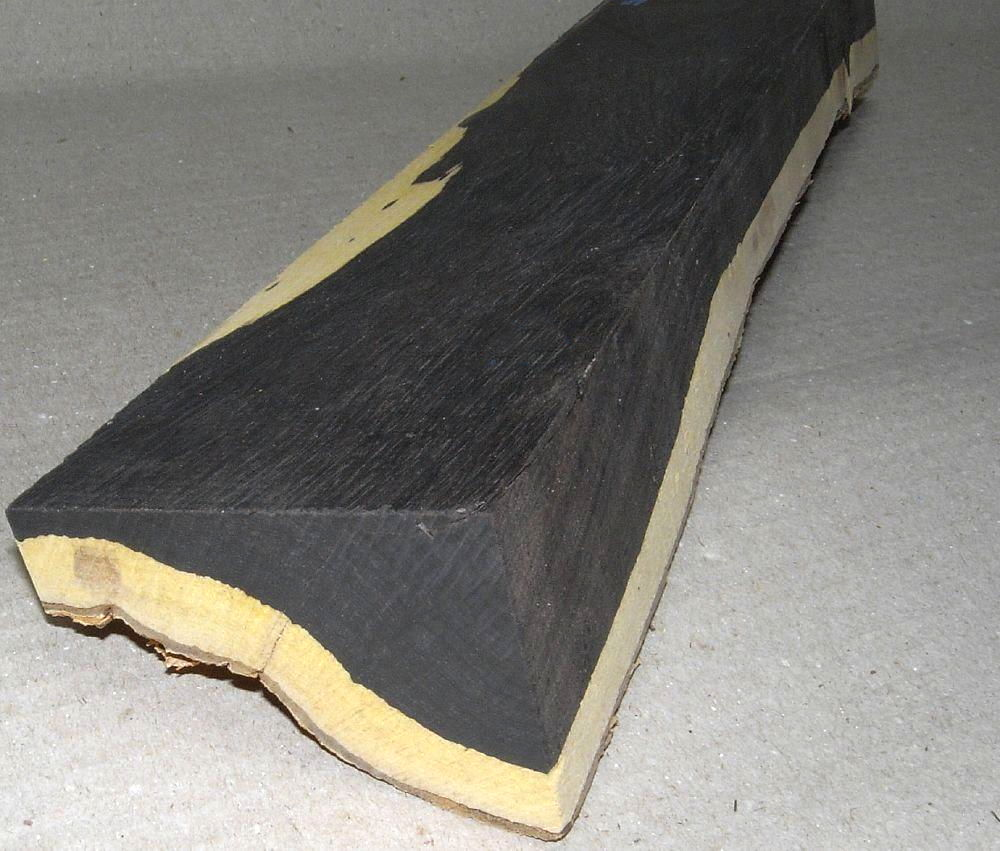
Bijna puur zwart
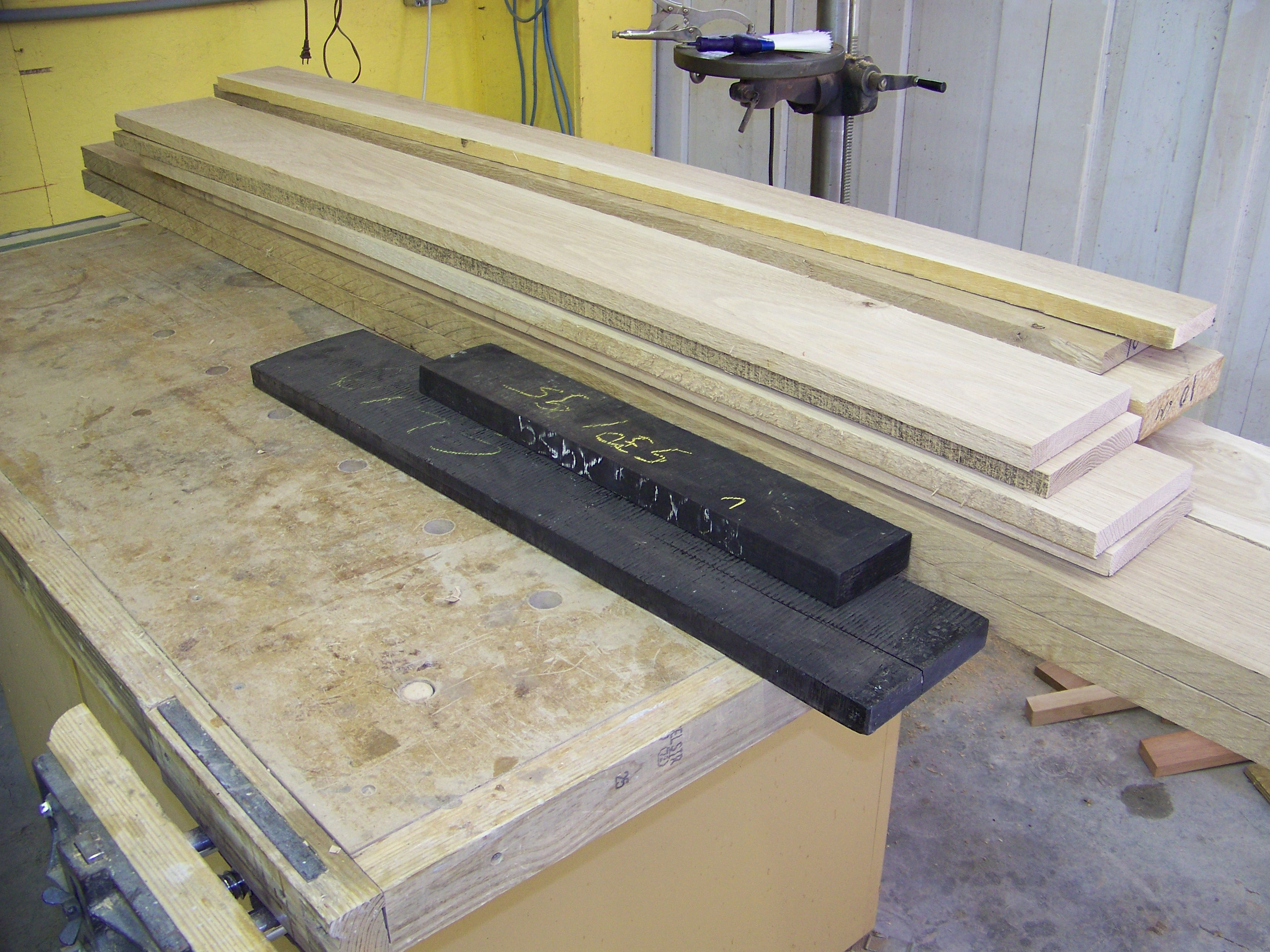
Puur zwart and bijna wit
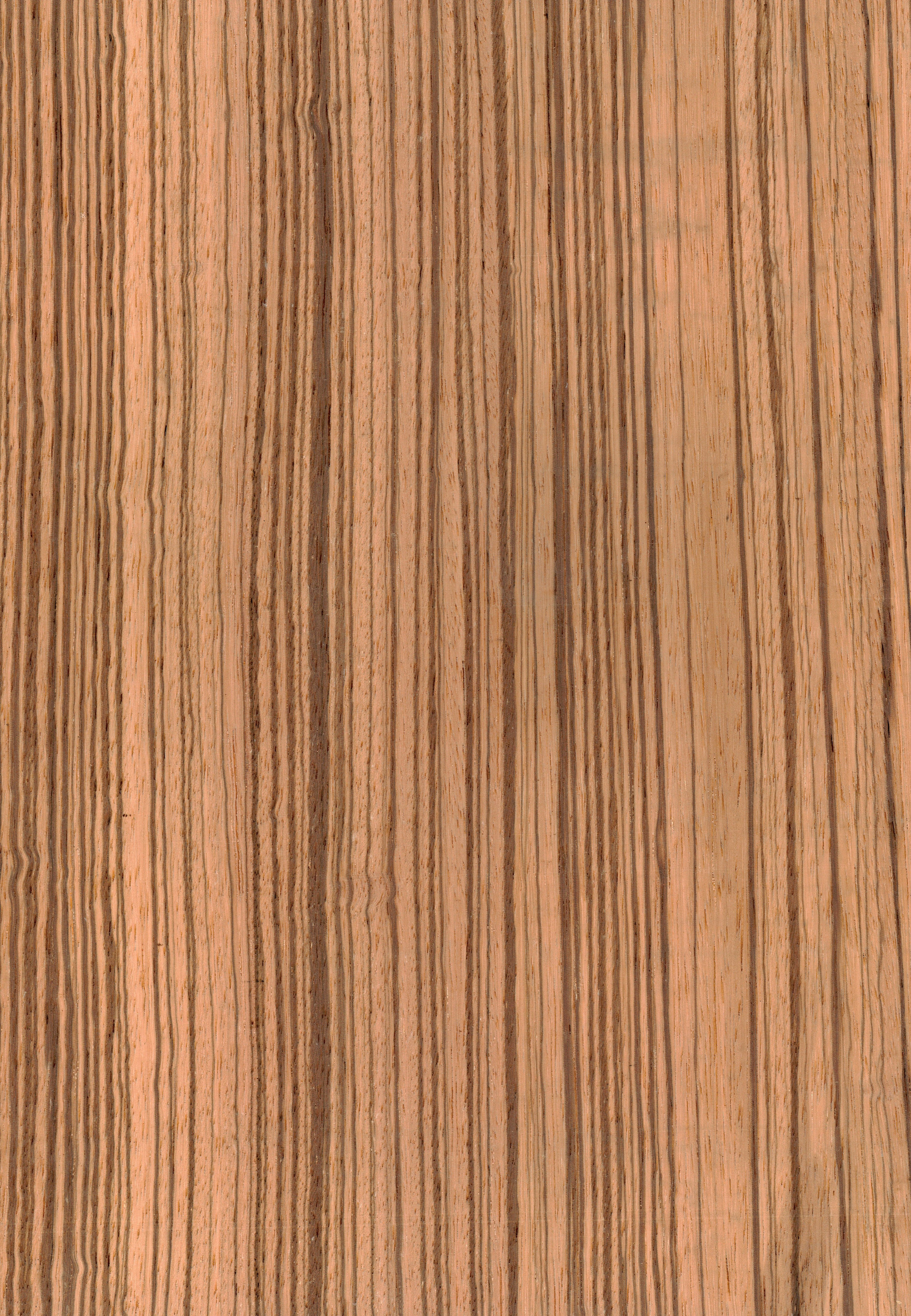
Gestreept
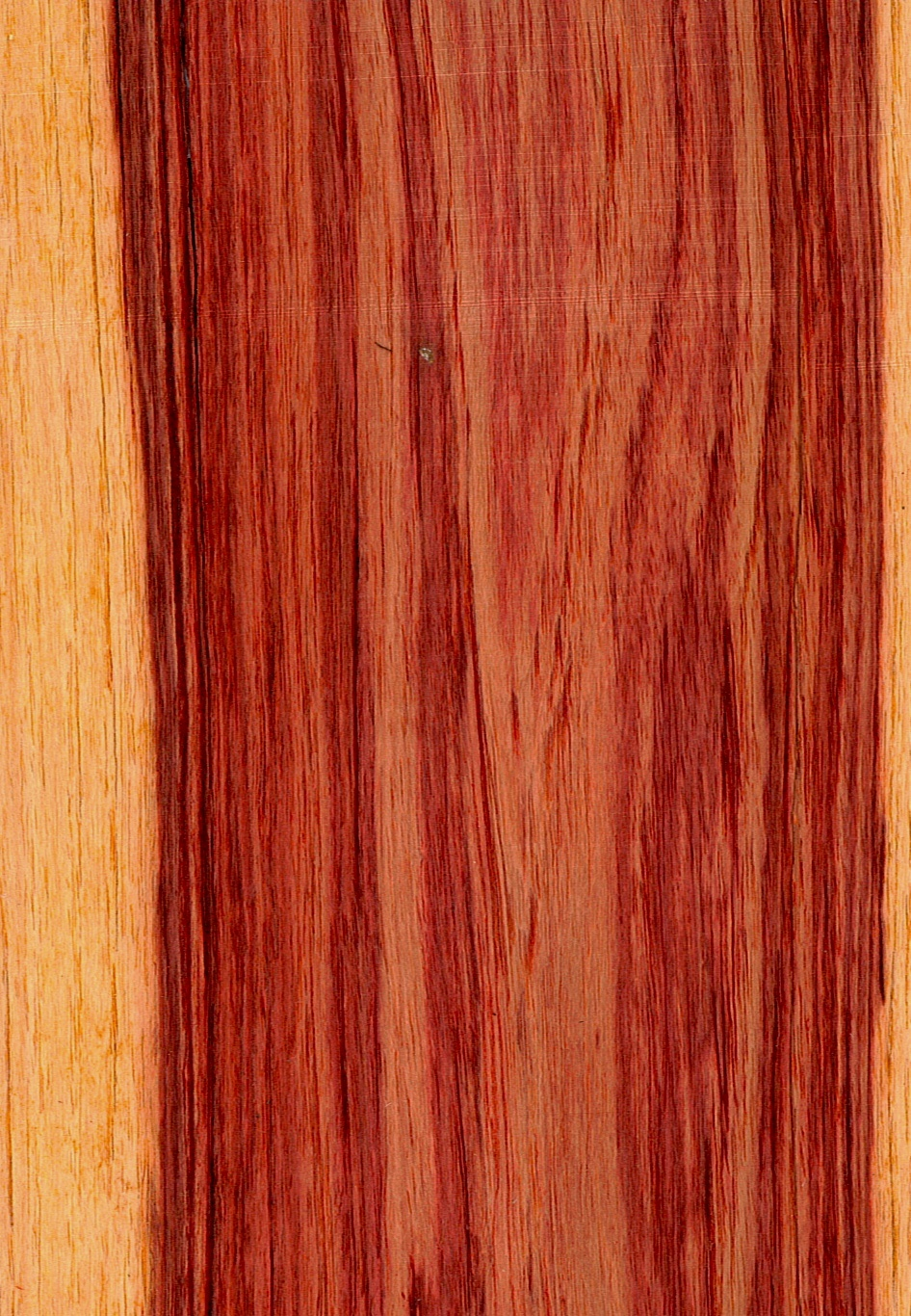
Gestreept
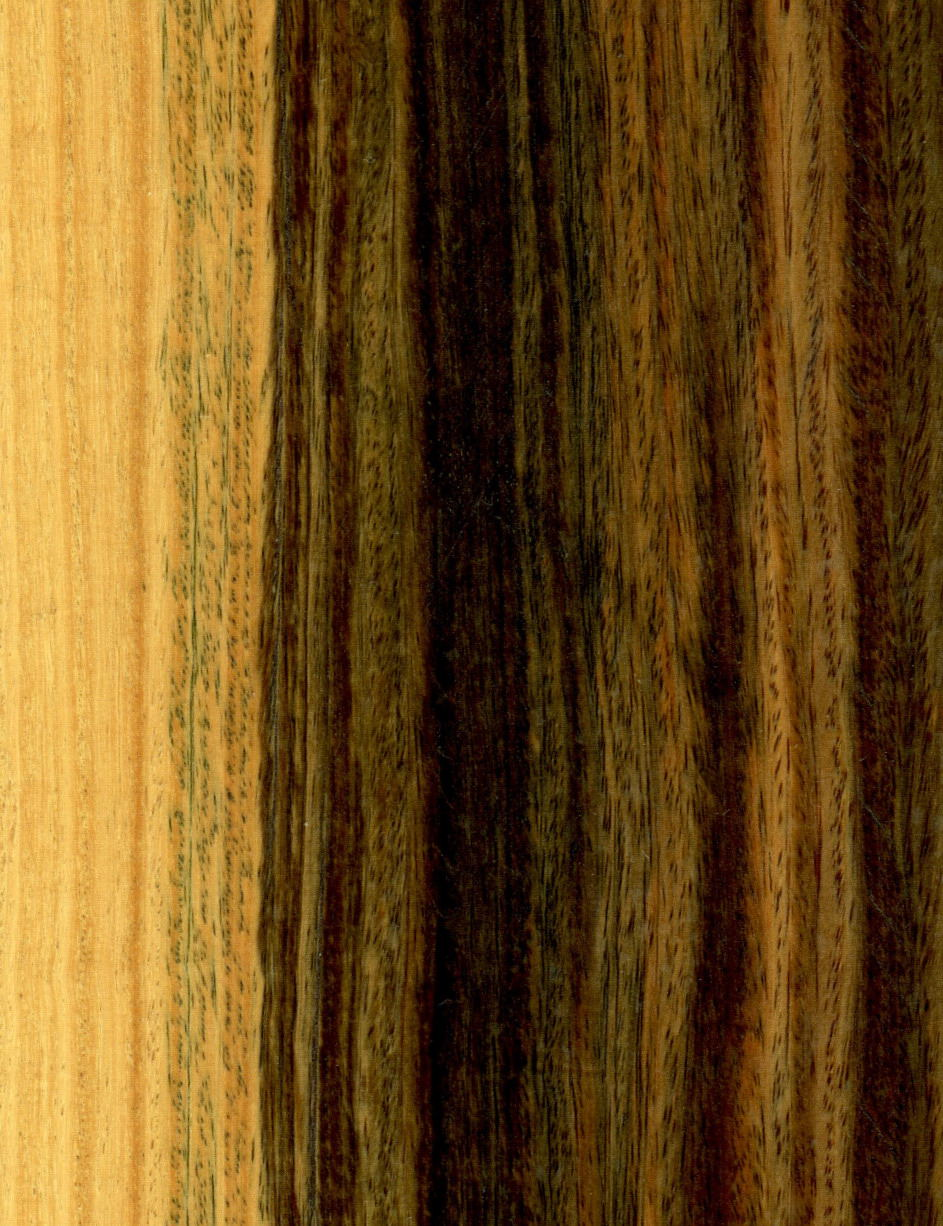
Gestreept
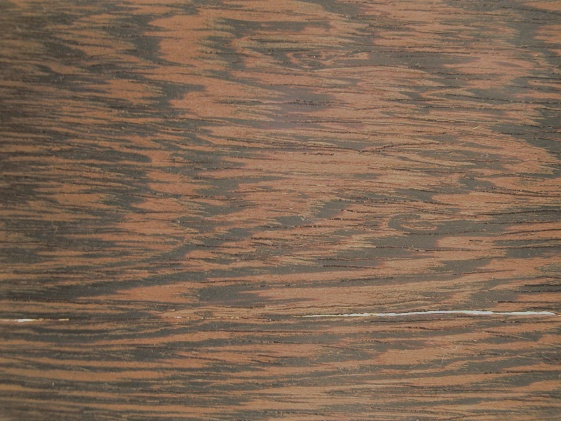
Gestreept
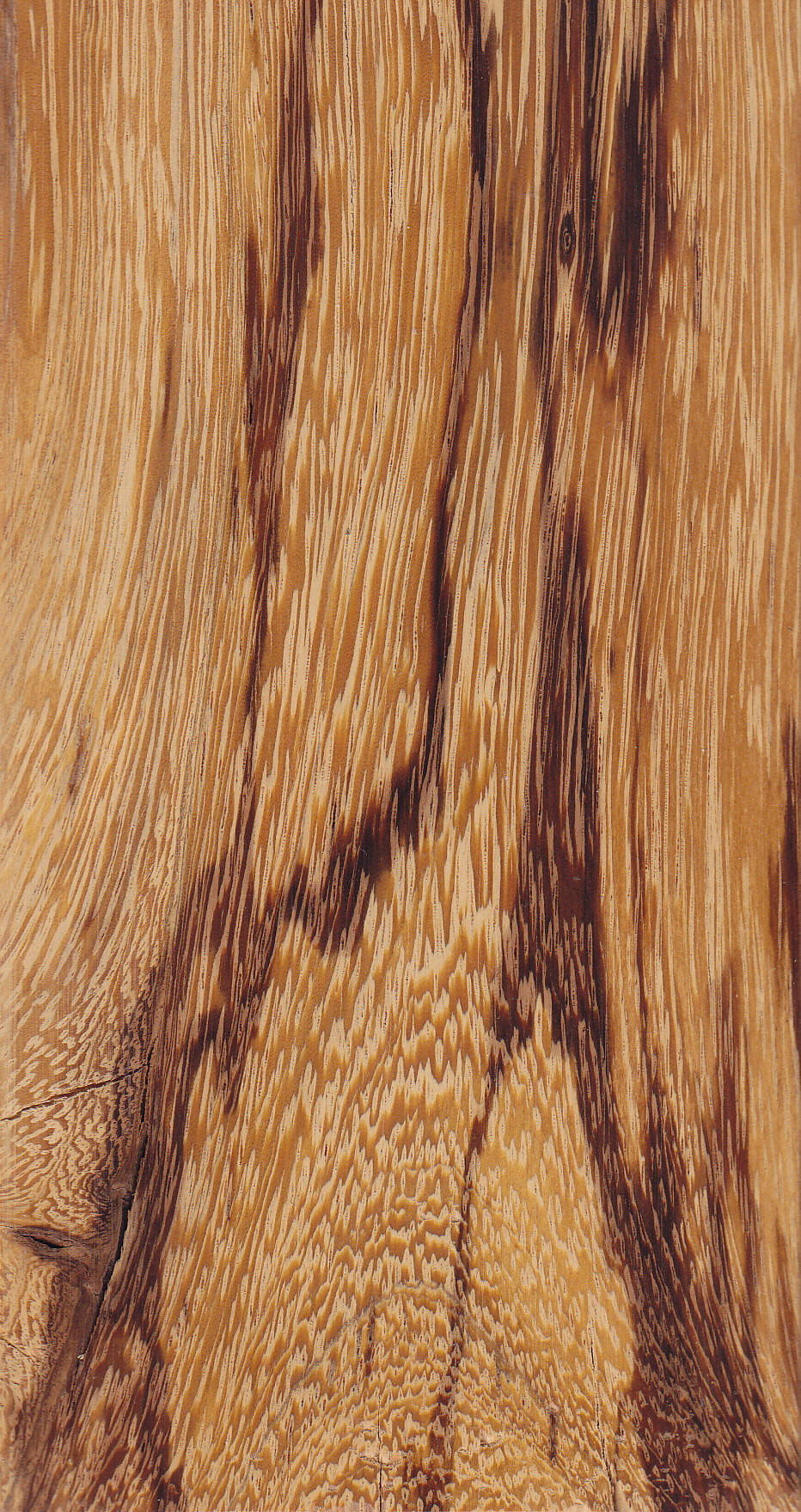
Tekening
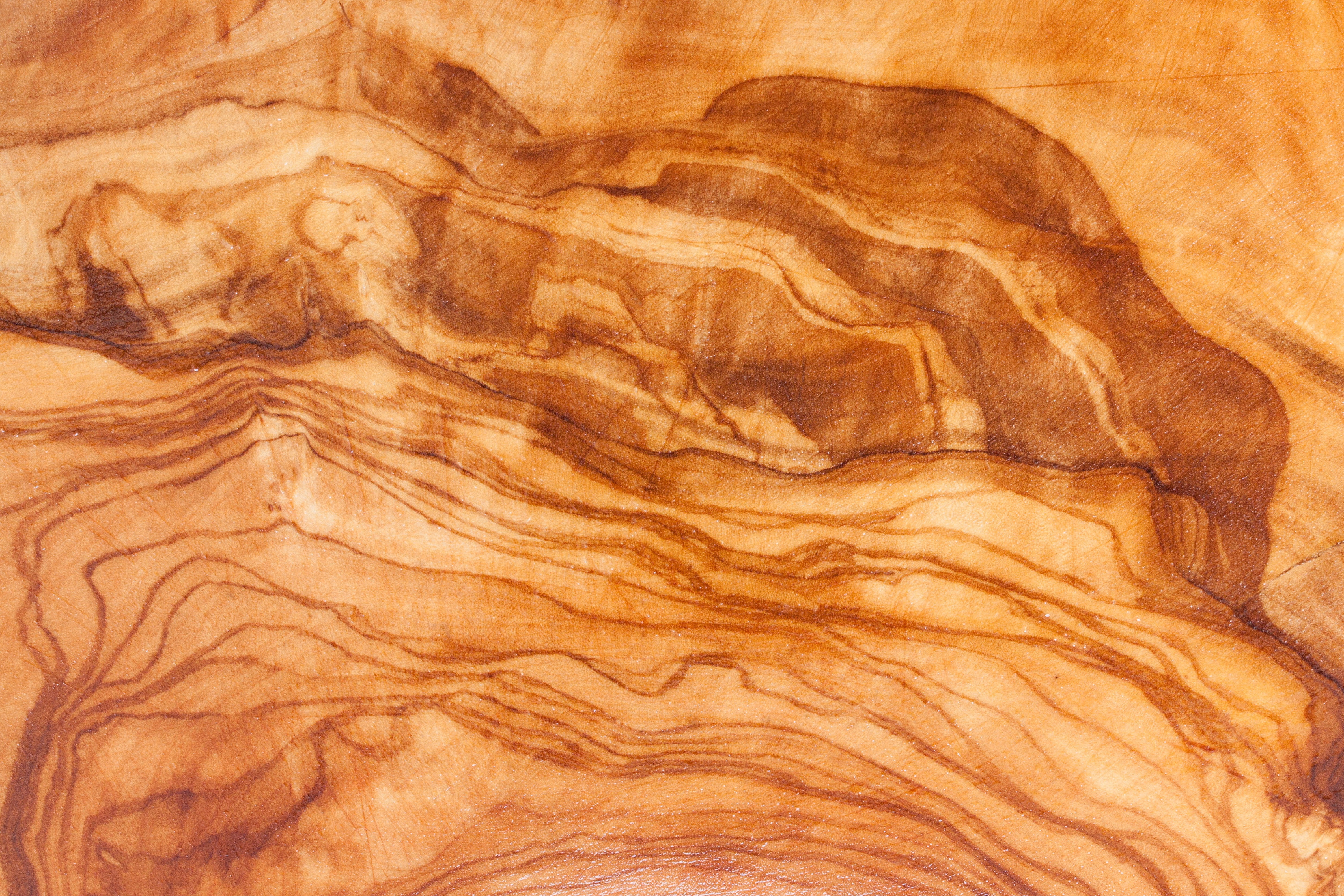
Tekening
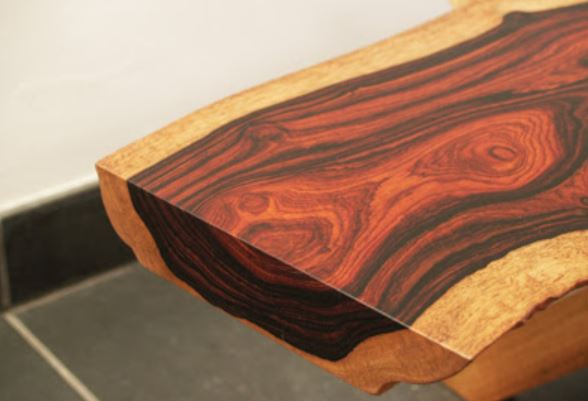
Tekening
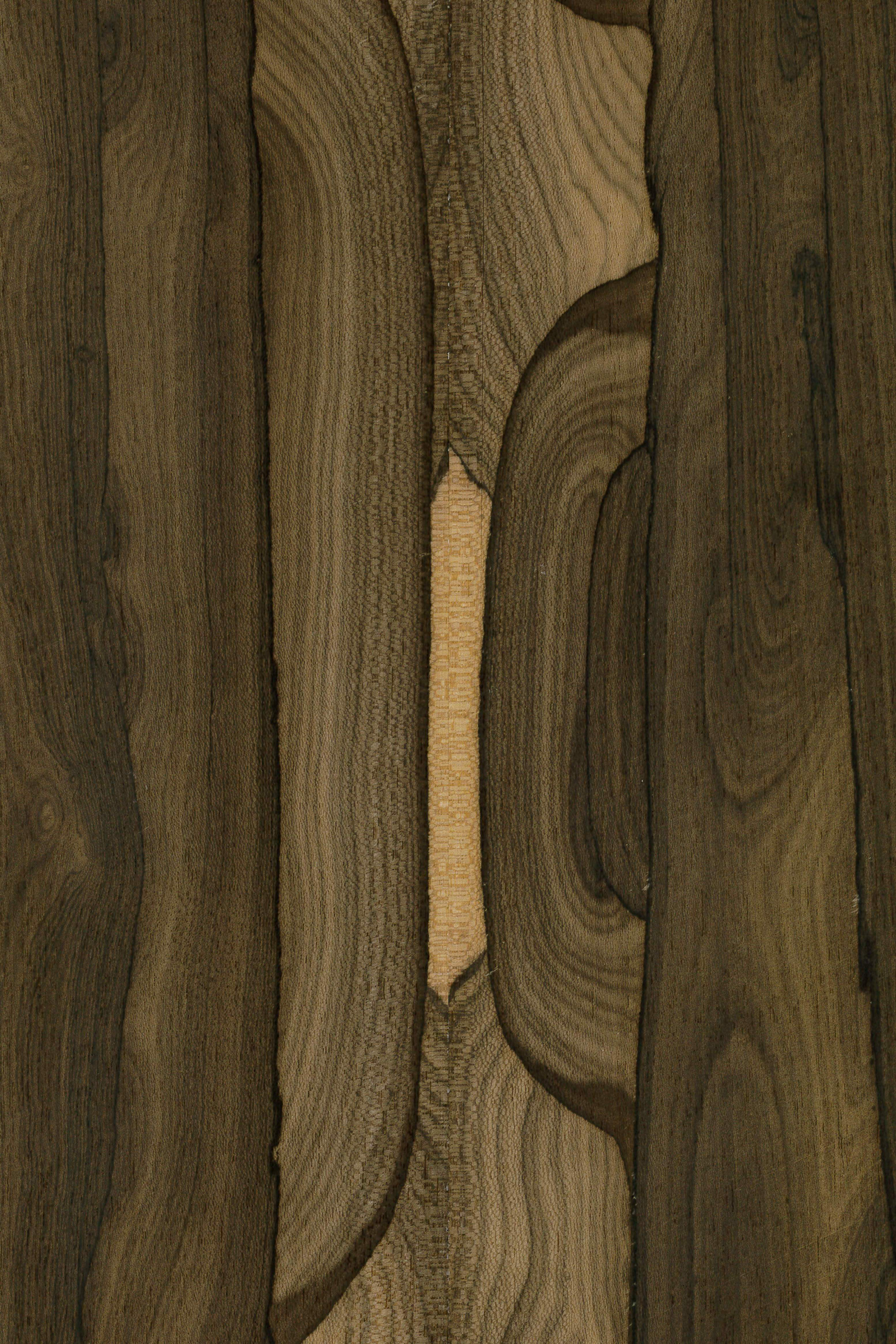
Tekening